# Coccygodes bimaculator
Coccygodes bimaculator là một loài tò vò trong họ Ichneumonidae.